# 高野眞希
高野 眞希（たかの まき、1995年8月17日 - ）は、日本の女子ラグビーユニオン選手。

## プロフィール
- 神奈川県出身。
- 身長 169cm、体重 69kg
- ポジションはナンバーエイト(No8)、センター(CTB)。
- 兄の裕平もラグビー選手[1]（元釜石シーウェイブス）。
- 女子日本代表キャップ数は20(2022年11月現在)。
- 7人制女子日本代表に選ばれたことがある[2]。

## 来歴
田園ラグビースクール出身である。
2014年、佼成学園女子高校卒業後、日本体育大学に入る。
2017年、女子ラグビーワールドカップ2017の15人制女子日本代表に選ばれた。
2018年、日本体育大学卒業後、横河武蔵野アルテミ・スターズに加入。
2022年、ラグビーワールドカップ2021の15人制女子日本代表に選ばれた。